# Bohemian Grove
A Bohemian Grove egy 1100 hektáros táborhely a kaliforniai 20601 Bohemian Avenue címen, Monte Rióban, amelynek tulajdonosa a San Franciscó-i Bohemian Club. Minden év júliusának közepén a Bohemian Grove ad otthont egy két hetes tábornak, amelyen a világ legnagyobb hatalommal rendelkező férfiai gyűlnek össze. A táborhelyről nagyon kevés felvétel létezik, de a ritka fényképeken gyakran megjelennek volt amerikai elnökök és magasrangú kormánytisztviselők.
A Bohemian Club tagjai csak férfiak lehetnek, köztük vannak zenészek, művészek, üzletemberek, politikusok, korábbi amerikai elnökök, a sajtó világának magasrangú vezetői és más, hatalommal rendelkező emberek. A táborhelyre csak tagok hívhatnak meg másokat, vagy a júniusi Spring Jinks eseményre vagy a fő, júliusi táborozásra. A Bohemian Club tagjai használhatják a táborhelyet akár csak egy-egy napra is, mikor a klubnak éppen nincs rá szüksége. Ezekben az időszakokban házastársak, barátok és családok is beléphetnek a területre, de a nőknek el kell hagynia azt 21 vagy 22 órakor.
Negyven év tagság után minden férfi megkapja az „Öreg Őr” címet, amit követően foglalt helyük van a klub napi megbeszélésein és egyéb eseményeken. Herbert Hoover, volt amerikai elnök 1953. március 19-én kapta meg ezt a kitüntetést, pontosan negyven évvel csatlakozása után. Az ünnepélyes címátadás a táborhelyen található mamutfenyők ágaival díszített New York-i Astoria Hotelben volt megrendezve.

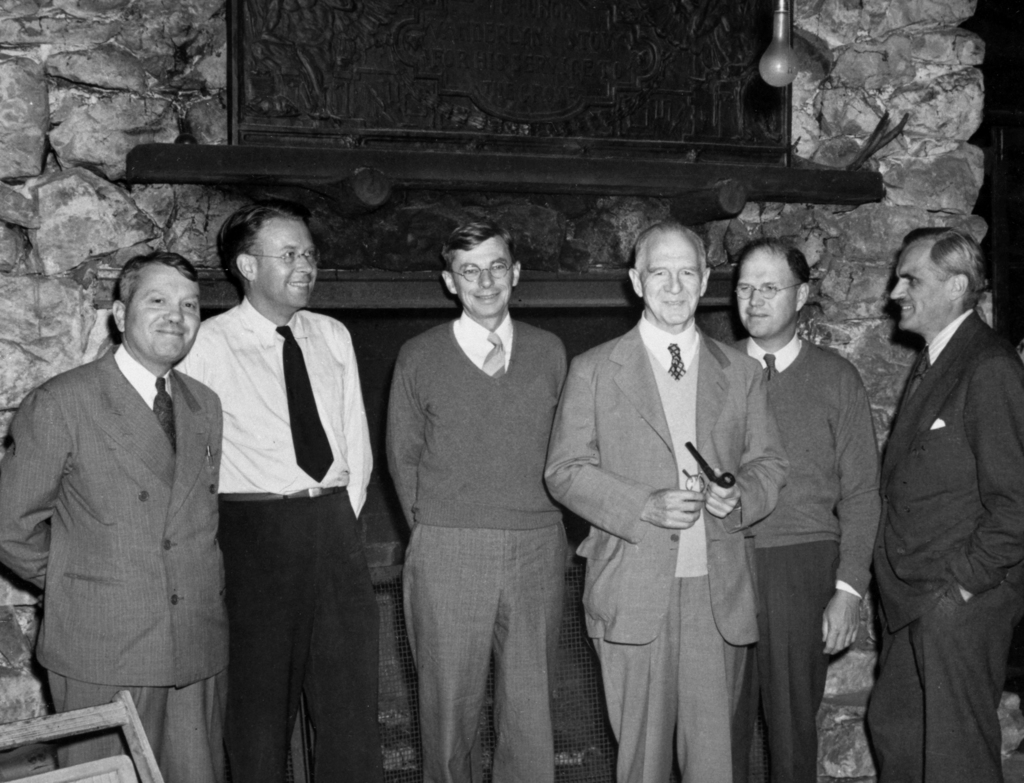
Az S-1 Bizottság a táborhelyen, 1942-ben (balról jobbra: Harold C. Urey, Ernest Lawrence, James B. Conant, Lyman J. Briggs, E. V. Murphree és Arthur Compton)

A klub mottója az, hogy „Fonó Pókok Ide Ne Jöjjenek,” ami arra utal, hogy üzleti beszélgetések és a táboron kívüli élet megbeszélése nem engedélyezett. Mikor csoportokban gyűlnek össze, általában a szabályok szerint folytatják le beszélgetéseiket, de két férfi között nem ritka, hogy az üzleti megbeszélések bejutnak a klubba. Több fontos politikai és üzleti döntés és megegyezés is született a Bohemian Grove-ban. Itt történt meg a Manhattan terv egyik fontos megbeszélése, 1942 szeptemberében, amelynek következtében megszületett az első atombomba. A résztvevők között volt Ernest Lawrence, J. Robert Oppenheimer, az S-1 Bizottság vezetői, mint a Harvard, a Yale és a Princeton igazgatói, illetve katonai vezetők mellett a Standard Oil és a General Electric képviselői. Ebben az időszakban Oppenheimer még nem volt a bizottság tagja, de ő és Lawrence vezették a megbeszélést. A tagok nagyon büszkék erre az eseményre és gyakran elmesélik a történetet az új tagoknak.
A táborhelyen történő események és viselkedésmód gyakran paródia áldozata lett a popkultúrában. Ezek között volt Nixon megjegyzése 1971. május 13-ról, mikor azt mondta a gazdag San Franciscó-iakról, hogy „A Bohemian Grove, ahol egyszer-egyszer én is résztvevő vagyok—a legbuzisabb istenverte dolog, amit el tudsz képzelni, azzal a San Franciscó-i tömeggel.”

## Története

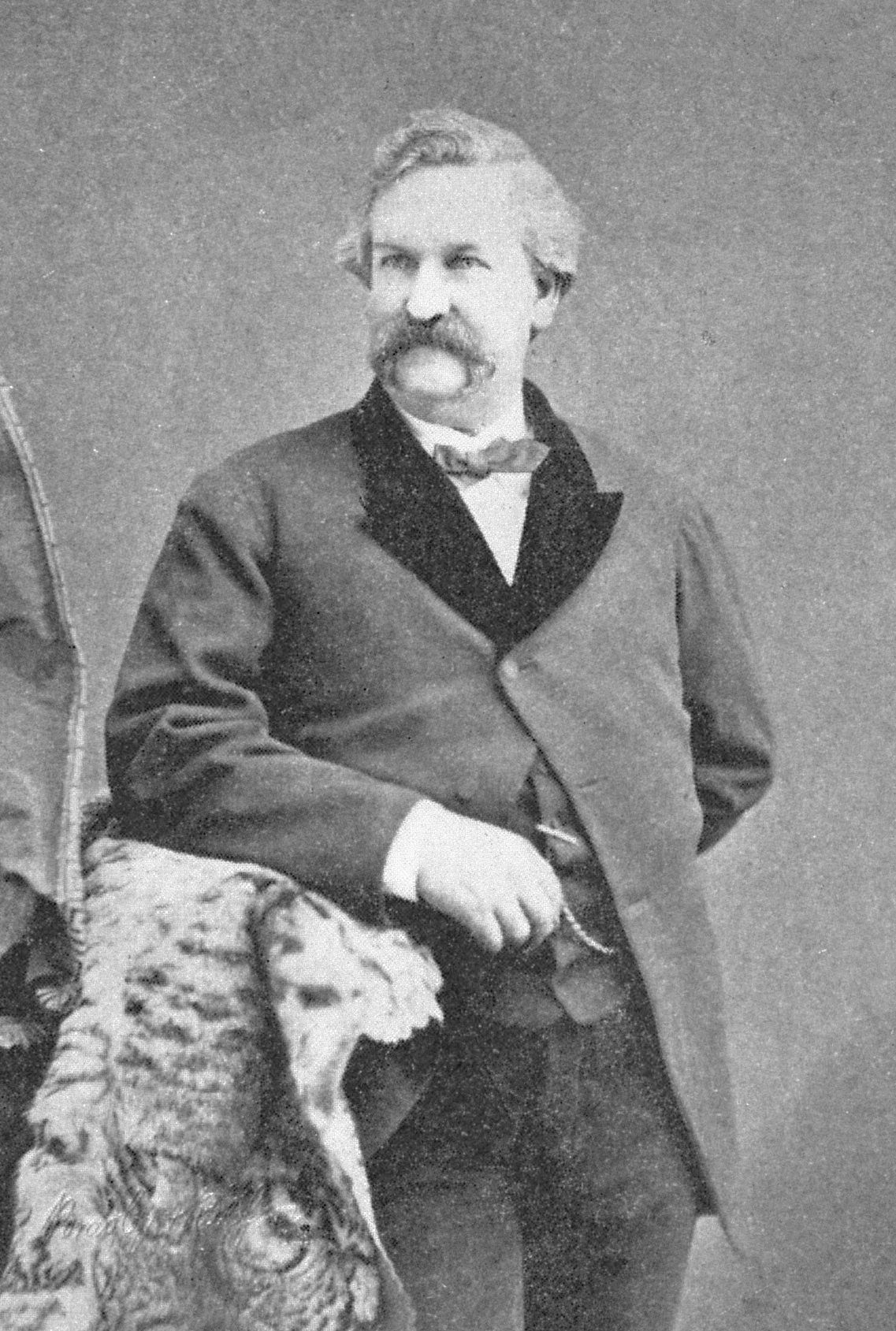
Henry Edwards, a klub egyik alapítótagja

A hagyományos nyári táborozást hat évvel a Bohemian Club megalapítása után kezdték meg, 1878-ban. Henry Edwards színész, aki a klub egyik alapítótagja volt, bejelentette, hogy New Yorkba költözik, hogy karrierjét sikeresebbé tegye. 1878. június 29-én kicsit kevesebb, mint százan összegyűltek Marin megye erdőjében, Taylorville közelében, hogy elbúcsúztassák a színészt. Éjszakába nyúlóan ittak a japán lámpásokkal díszített erdőben, a földre leterített takarókon aludtak. A következő évben megismételték a találkozót, ekkor már Edwards nélkül, ettől a ponttól lett éves hagyomány. 1882-re a klub tagjai több helyen gyűltek össze Marin és Sonoma megyékben, amik mérföldekre vannak a jelenlegi, Orosz-folyó menti tábortól. 1893-tól bérli a jelenlegi helyszínt a klub, amelyet 1899-ben megvásároltak Melvin Cyrus Meekertől. A következő évtizedekben a klub felvásárolta a környéki területeket.

William Henry Irwin a táborhelyről a következőt mondta:
Nagyon hirtelen találod magad vele szemben. Egy lépés és teljes színpompájában előtted van. Nincs perspektíva; nem tudsz elég messzire kerülni egyik fától, hogy lásd az egészet. Ott állnak, a magasság egy másik világában, a csúcsukat elrejtik a felső ágak vagy elvesznek az égben.
Nem sokkal a klub megalapítását követően csatlakoztak hozzá San Francisco gazdag üzletemberei, akik a pénzügyi alapját biztosították annak terjeszkedéséhez és a táborhely kiépítéséhez. Ennek ellenére ugyanúgy megtartották azokat a zenészeket és művészeket, akiknek tiszteltére a klub megalakult.

## Tagság és működése

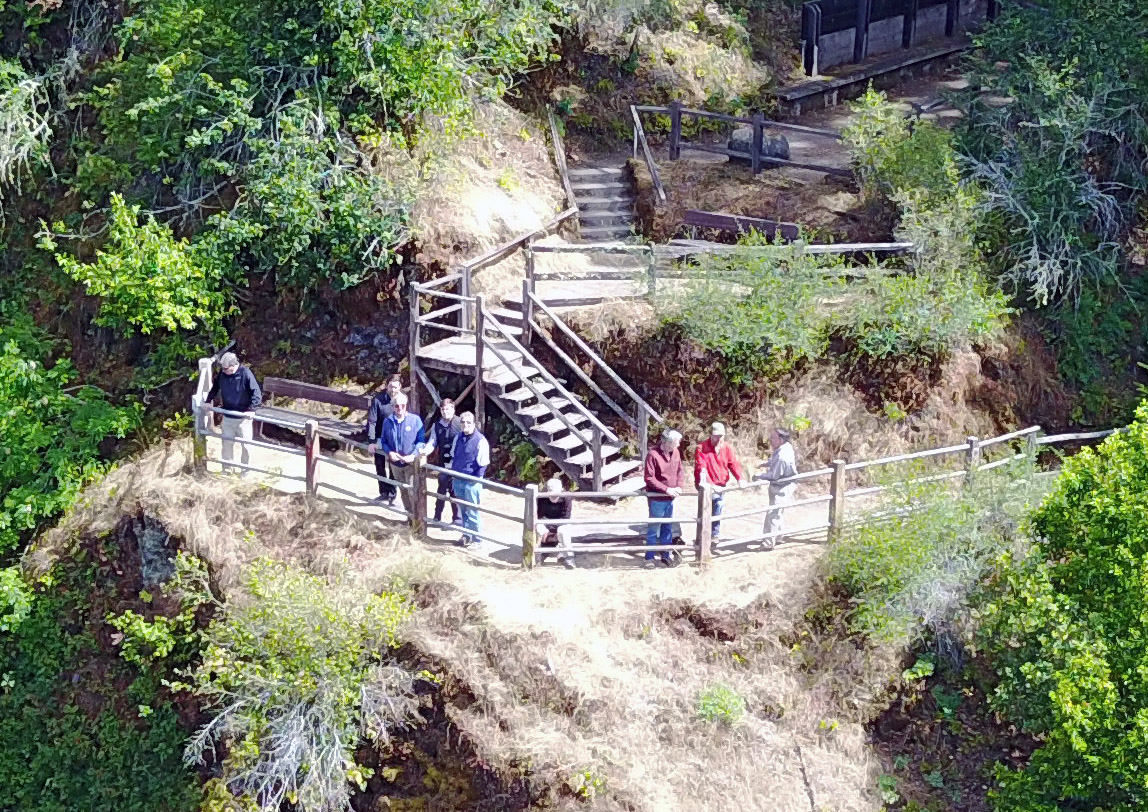
A klub tagjai a júniusi esemény közben

A Bohemian Club egy magánklub, csak aktív tagok és vendégeik látogathatják. Ezek közé gyakran tartoznak amerikai politikusok és ismert külföldi személyek. A nyári táborozás idején a vendégek száma korlátozva van, a helyszín mérete miatt.

### Táborinasok
A táborinasok felelnek az egyes táborok működésért. A főinas nagyjából megegyezik a hoteligazgató szerepével. A dolgozók között vannak nők is, de munkájukat csak naplemente előtt és bizonyos területeken végezhetik, a főbejárat közelében. A férfi dolgozókat általában a tábor területén szállásolják el, hogy munkájukat a legjobban tudják végezni.

### Helyszínek, működés
A fő táborhely nagyjából 65 hektáros és tengerparti mamutfenyő veszi körbe, amelyek több, mint ezer évesek és esetekben közel 100 méter magasak.
A legfontosabb események a táborban általában előadások formájában történnek, amelyben a klub összes tagja részt vesz.
Az alvásra elkülönített területeket nevezik táboroknak, ezek elszórva vannak az erdőben 2007-ben ezekből 118 volt. Ezekben a táborokban, amik gyakran apai ágon öröklődnek, kötődnek általában barátságok, vagy politikai vagy üzleti megegyezések.
A legfontosabb és leggyakrabban használt táborok:
- Hill Billies
- Mandalay
- Cave Man
- Stowaway
- Uplifters
- Owls Nest
- Hideaway
- Isle of Aves
- Lost Angels
- Silverado Squatters
- Sempervirens
- Hillside
- Idlewild

Minden tábornak van egy kapitánya, akinek a fő dolga az, hogy a legjobb állapotban tartsa azt. Sonoma megyei cégek gyakran vannak megbízva ezen tevékenységek elvégzésével.

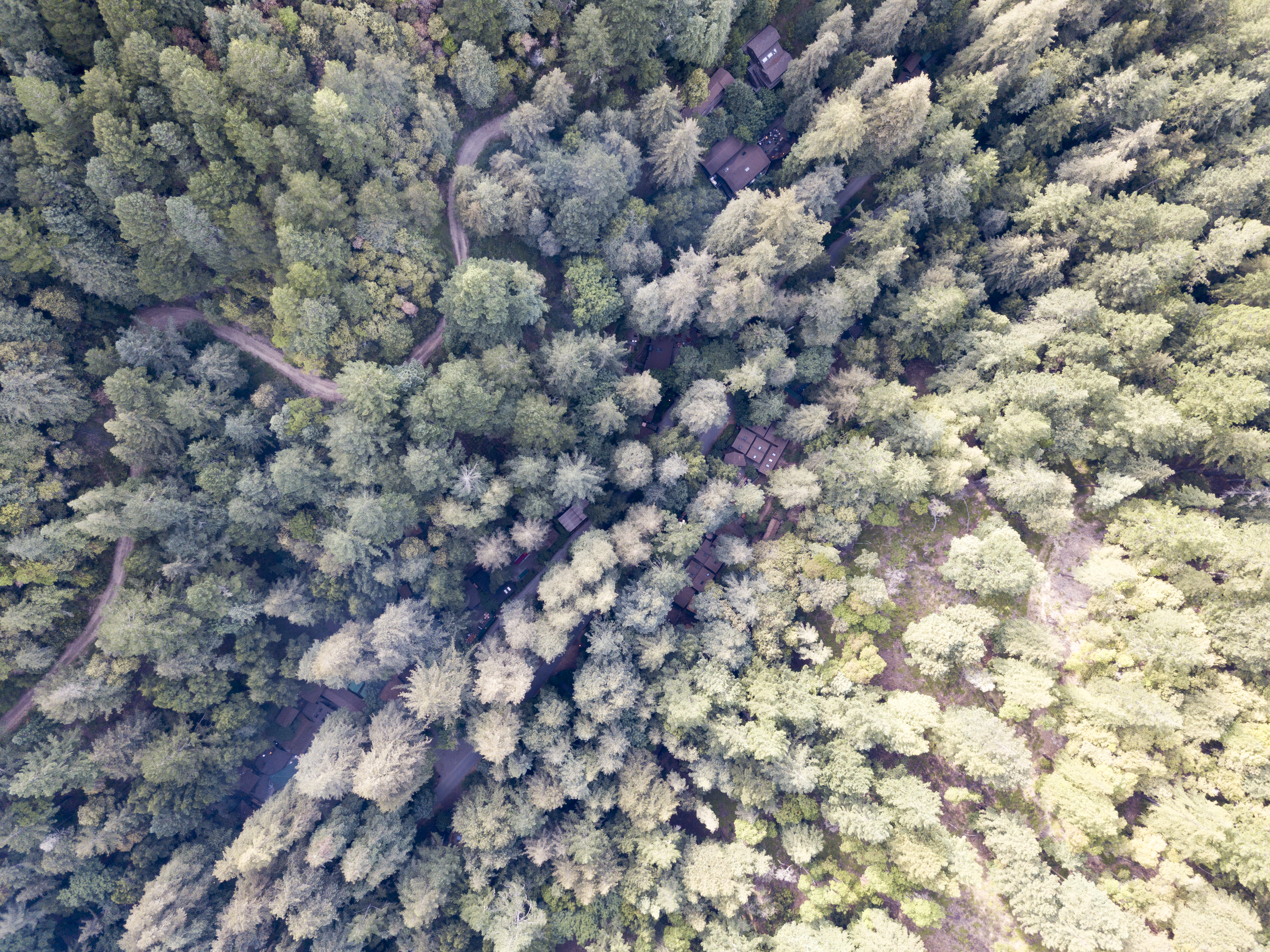
Felvétel a tábor épületeiről, felülnézetben

A legfontosabb pihenésre és szórakoztatásra kijelölt területek és épületek:
- Grove Stage – egy amfiteátrum, amelynek befogadóképessége 2000 ember, általában a Grove-színdarab előadására használják. A színpad egy domboldalon helyezkedik el és a világ második legnagyobb szabadtéri orgonájának ad otthont.
- Field Circle – egy tál alakú amfiteátrum, amit a Low Jinks musical előadására használnak.
- Campfire Circle – egy tábortűz, amelyet fapadok vesznek körbe. Kisebb előadásokra használják.
- Museum Stage – egy félig kültéri színpad, kis előadásokra.
- Dining Circle – 1500 embert befogadó étkező.
- Clubhouse – Bernard Maybeck tervezte 1903-ban, az Orosz-folyó partján.[17] Itt tartották a Manhattan terv-találkozót 1942-ben.Az áldozásra használt Bagoly-oltár

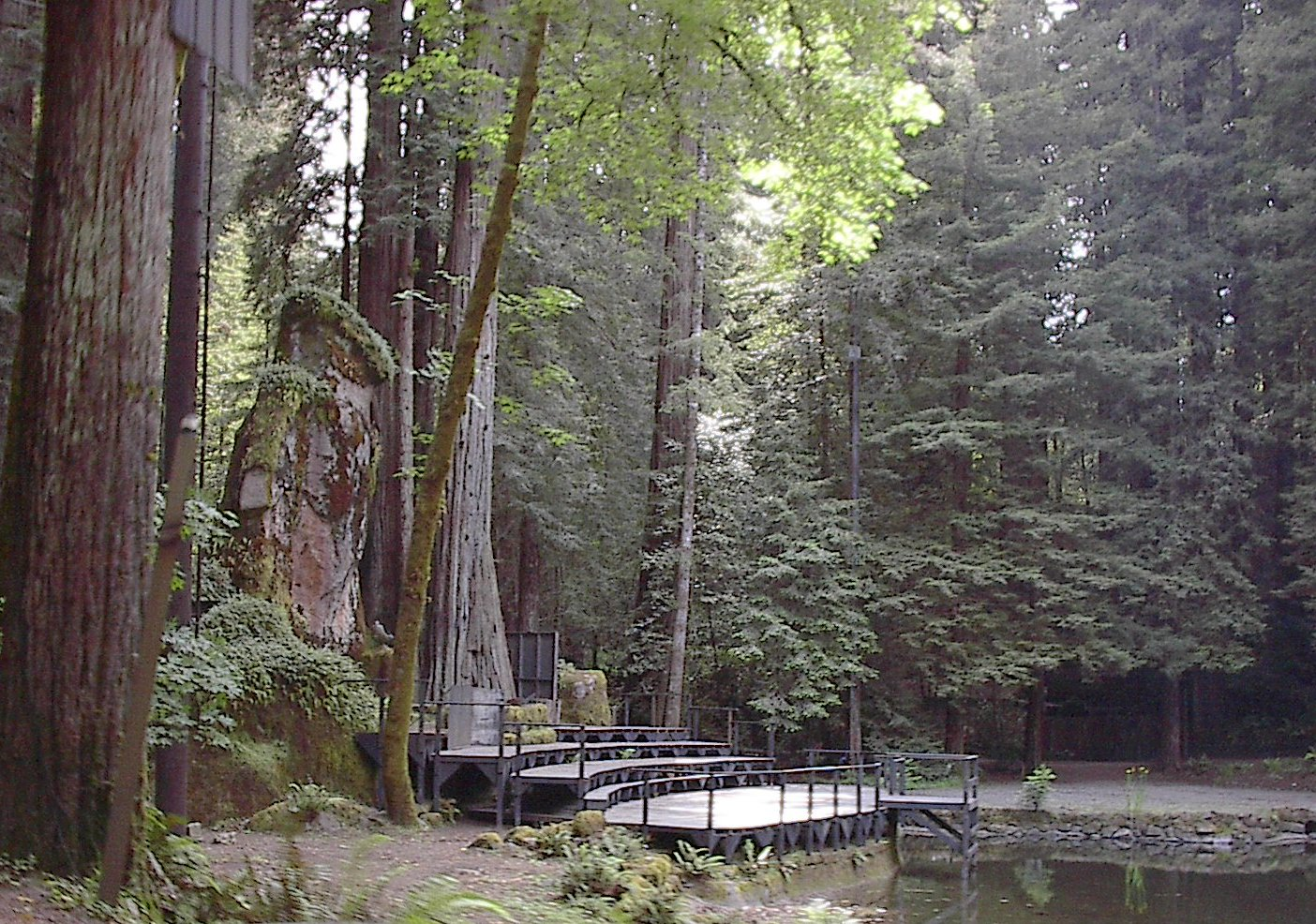
Az áldozásra használt Bagoly-oltár

- The Owl Shrine and the Lake – egy tó az erdő közepén, amelyet koncertek előadására használják és a Törődés hamvasztása esemény helyszíne. Itt tartják a naponta, 0:30-kor megrendezett tóparti beszélgetéseket is. Ezeket a beszédeket adták korábban professzorok, asztronauták, üzletemberek, kabinetfőnökök, CIA-igazgatók, volt és jövőbeli elnökök.[18]

### Biztonság
A Bohemian Grove egy biztonsági csapat védelme alatt áll egész évben. Ezek főként visszavonult katonák szoktak lenni. High-tech felszereléseket használnak. A biztonsági őrök jelenléte akkor van a legmagasabb szintre emelve, mikor a helyszínen vannak a klubtagok is. Ilyenkor csatlakozik a biztonsági csapathoz a helyi sheriff irodája, a kaliforniai autópálya-őrség, illetve esetekben az Egyesült Államok titkosszolgálata is.
2019-ben Sonoma megye tanácsa bejelentette, hogy az volt az utolsó év, mikor segítettek a helyszín bebiztosításában.
A nagy védettség ellenére többször is megesett, hogy hívatlan személyek is bejutottak a táborba:
- 1980 nyarán Rick Clogher egy dolgozó segítségével jutott be a táborba és dolgozónak tettette magát az éves táborozás idején. Ez volt az első alkalom, hogy egy magazin meg tudott jelentetni információkat a táborról. A Mother Jones augusztusi számában jelent meg a beszámoló,[21] és az ABC Evening News is közvetítette.[22]
- 1989-ben a Spy magazin szerzője, Philip Weiss hét napot töltött bent, vendégnek álcázva magát. 1989 novemberében jelentette meg cikkét A Bohemian Grove-ban címen.[1] Hét nap elteltével lebuktatták és letartóztatták.
- 2000. július 15-én Alex Jones és operatőre, Mike Hanson beszöktek a Bohemian Grove-ba és készítettek felvételeket a Törődés hamvasztása eseményről. Jonas elmondása szerint egy áldozás-rituálé volt.[23][24] A felvételekből Jon Ronson létrehozta a Titkos sátánista elit? dokumentumfilmet, míg Jones a Sötét titkok a Bohemian Grove-ban címen jelentette meg, az eseményeket sátánista rituáléként leírva.[25]
- 2002. január 19-én a 37 éves Richard McCaslint letartóztatták, miután éjszaka bejutott a táborba, több épületet is felgyújtva. Fel volt fegyverezve, egy koponyával díszített maszkot viselt és Fantom Hazafi felirat volt mellkasára festve. Egy klubtag vagy vendég se volt a helyszínen.[26]